# Ливерпуль, Николас

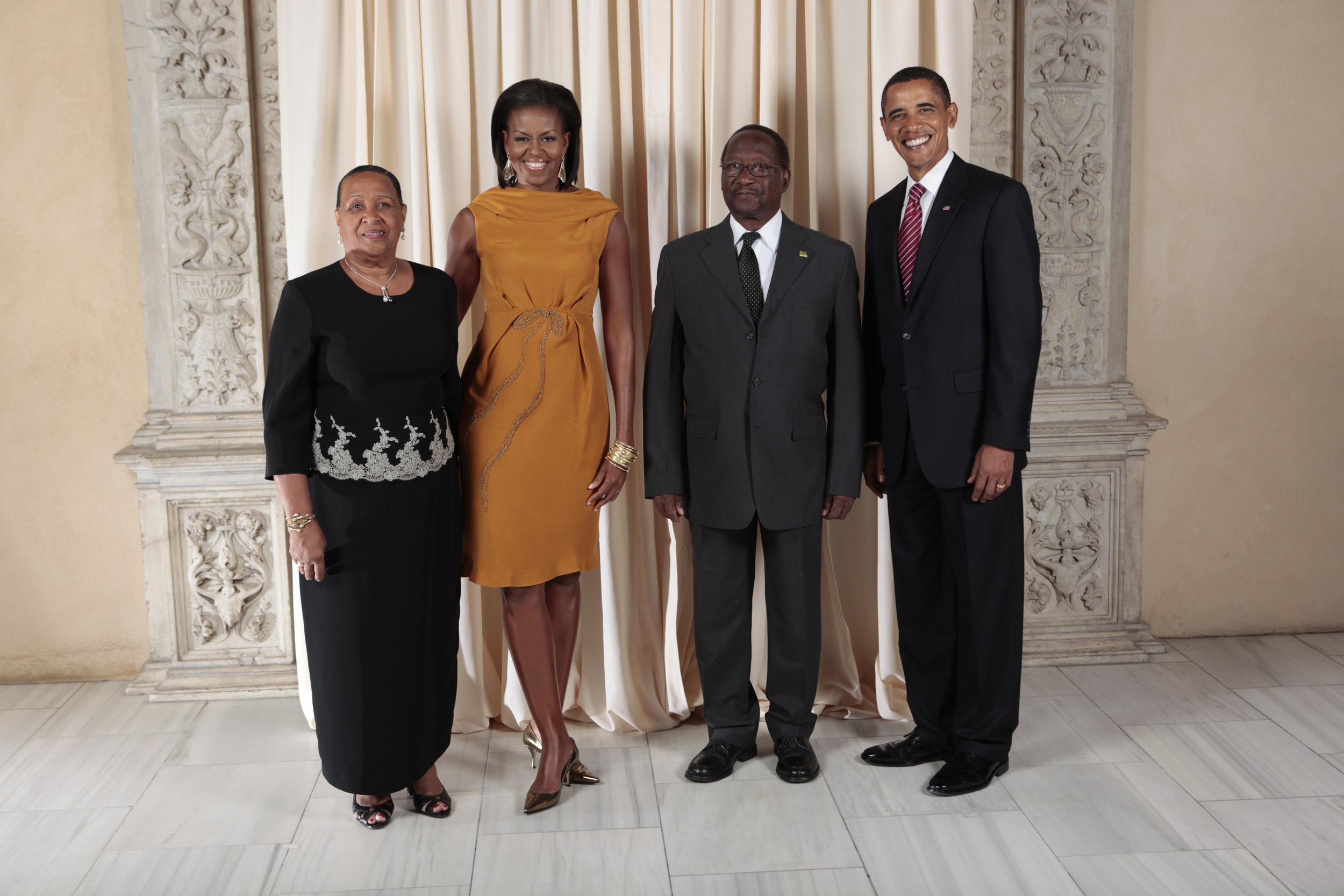
Верна Ливерпуль, Мишель Обама, Николас Ливерпуль, Барак Обама

Нико́лас Джо́зеф О́рвилл Ливерпу́ль (Ливерпул, англ. Nicholas Joseph Orville Liverpool; 9 сентября 1934 — 1 июня 2015) — доминикский политический и государственный деятель, президент Доминики с 2 октября 2003 по 17 сентября 2012.

## Биография
Родился в южной части деревни Гранд-Бей, Содружества Доминики 9 сентября 1934 года. Женат, имеет пятерых детей. Окончил начальную школу. Впоследствии стал двигаться дальше — учился и по достижения определенного возраста сосредоточил все своё внимание на политической деятельности.
В 1957 году Ливерпуль поступил в Университет Халла и получил степень бакалавра права (с отличием) в 1960 году. В 1961 году он был принят в качестве барристера юридического общество внутреннего храма Лондона. Он проводил исследования в университете Шефилд начиная с 1962 года и в 1965 году получил степень кандидата юридических наук.
В марте 1998 года был назначен послом в Соединенные Штаты Америки. Консульский опыт сыграл немаловажную роль в последующей профессиональной деятельности Ливерпуля и упрочил его репутацию на родине.
В 2003 году президент Содружества Доминики — Вернона Шоу (стоящий во главе государства с 6 октября 1998 года по 1 октября 2003 года) — назначил своего преемника, которым стал Ливерпуль. Его по праву посчитали достойным новой высокопоставленной должности. Николас Ливерпуль идеально соответствовал правилам конституции государства от 1978 года.
Николас был избран членами законодательного органа на пост президента 2 октября 2003 года. Его кандидатура была принята главами существующей правящей партии и оппозиционной структурой в том числе. Выборы проводились тайным голосованием. В полномочия президента входит подписание различных законов, утверждение государственных чиновников на высшие посты и прочие действия государственной важности. 17 сентября 2012 года ушел в отставку из-за проблем со здоровьем.